# Hindsiclava
Hindsiclava là một chi ốc biển, là động vật thân mềm chân bụng sống ở biển trong họ Turridae.

## Các loài
Các loài thuộc chi Hindsiclava bao gồm:
- Hindsiclava alesidota (Dall, 1889)[2]
- Hindsiclava andromeda (Dall, 1919)[3]
- Hindsiclava appelii (Weinkauff & Kobelt, 1876)[4]
- Hindsiclava hertleini Emerson & Radwin, 1969[5]
- Hindsiclava jungi (Macsotay & Campos Villarroel, 2001)[6]
- Hindsiclava macilenta (Dall, 1889)[7]
- Hindsiclava militaris (Reeve, 1843)[8]
- Hindsiclava polytorta (Dall, 1881)[9]
- Hindsiclava resina (Dall, 1908)[10]
- Hindsiclava rosenstielanus Tippett, 2007[11]
- Hindsiclava tippetti Petuch, 1987[12]